# Allegori över klokskap
Allegori över klokskap är en oljemålning av den italienske renässanskonstnären Tizian. Målningens datering är osäker, men det antas att den målades omkring 1550 eller senare. Den är ingår sedan 1966 i National Gallerys samlingar i London.
Bilden visar tre ansikten, ett äldre, ett medelålders och ett yngre som symboliserar människans tre åldrar. Under dessa finns ett varg-, lejon- och hundhuvud. Ovanför ansiktena finns en knappt skönjbart text på latin: "Ex praeterito praesens prudenter agit, ni futurum actione deturpet" som i svensk översättning blir "Med lärdom av igår agerar nuet klokt så att han inte genom sin handling förstör morgondagen".
Det har spekulerats om de tre ansiktena är porträtt av konstnären (vänster), hans son Orazio och brorson Marco. Det, liksom flertalet tolkningar av tavlans innebörd, är dock osäker.